# Ičići

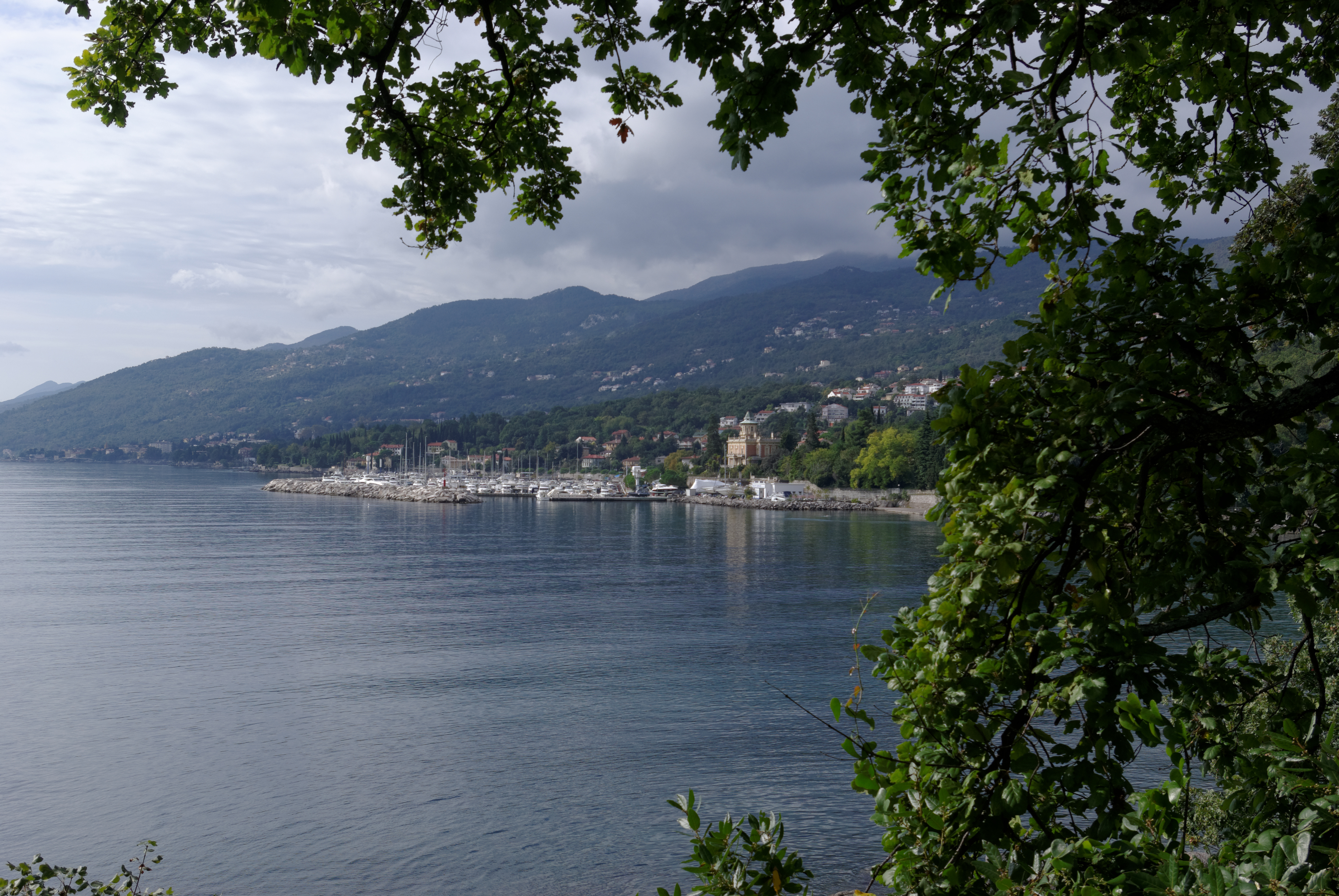
Ičići vom Lungomare aus gesehen

Ičići ist ein kleines Fischerdorf in der Kvarner-Bucht an der Opatija-Riviera in Kroatien. Es ist durch den Winter- und Sommertourismus bereits seit 1844 als Luftkurort bekannt. Nach Ičići gelangt man per Auto, Bus oder Bahn bis Rijeka und Matulji, mit dem Flugzeug über den Flughafen Rijeka (auf der Insel Krk) oder aber mit der eigenen Yacht bis zum ACI-Yachthafen.
Die Sommer können in Ičići sehr warm werden, jedoch spendet das 1396 Meter hohe Učka-Gebirge und dessen reicher Laubholz- und mediterraner Nadelholzbestand Schatten. Die Winter sind mild und ohne Schnee, Frost oder Eis.
Im Herbst findet die alljährliche „Marunada“ mit ihren Maroni-(Edelkastanien)-Spezialitäten statt, sowie die winterlichen Maskenzüge und die Fischfang- und Tennisturniere.
Ičići besitzt neben vielen kleinen ruhigen Stränden auch einen großen Strand, der ca. 500 Meter lang und mit Cafés, Strandbars und Verkaufsständen gesäumt ist. Für die sportlichen Aktivitäten gibt es direkt am Strand einen Volleyballplatz sowie die Möglichkeit, einen Jetski auszuleihen, Wasserski zu fahren oder ein Tretboot zu mieten. Für Liebhaber von Spaziergängen eignet sich der etwa 12 Kilometer lange Lungomare von Abbazia, die Uferpromenade, die Opatija mit Lovran verbindet. Ebenso gibt es die Möglichkeit des Bergsteigens und Besichtigens der Učka.

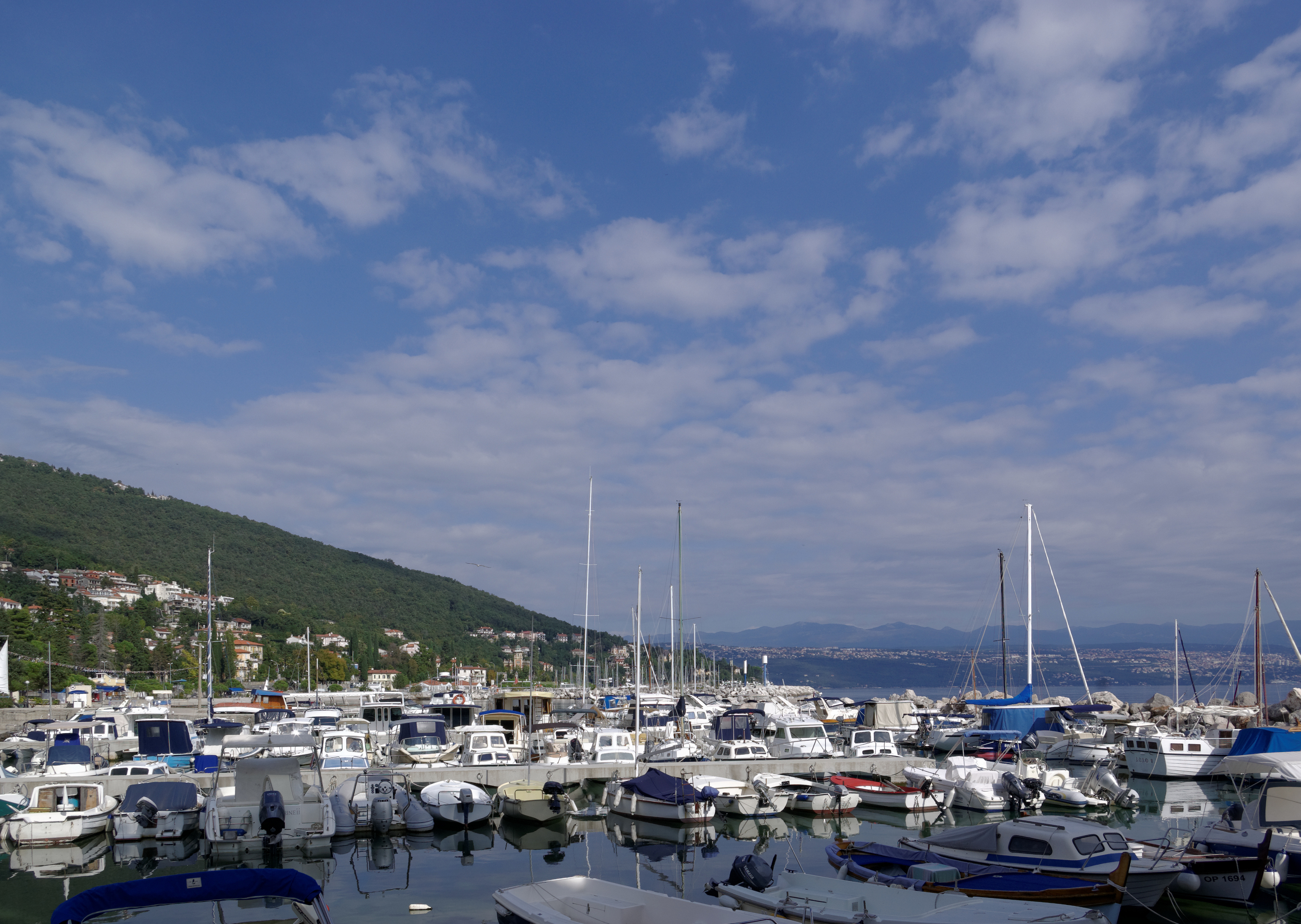
Yachthafen

Die moderne ACI-Yachthafen mit 300 Anlegestellen und 30 Trockenplätzen, Kran, Service, Restaurant, Cafébar und Market (Supermarkt) bietet den Nautikern komplette Dienstleistungen. Die ACI Marina Ičići (Opatija) gehört seit 1999 zu einer der „Blue Flag“ Marinas, die sich durch sehr saubere und moderne Anlagen sowie hohe Standards in puncto Service auszeichnen. Über der Marina thront wahrzeichenhaft die Villa Münz.
Der Kultursommer in Opatija, Lovran, Kastav und Rijeka bietet Konzerte mit klassischer und Unterhaltungsmusik, Spektakel, Opern, Museen, Ausstellungen und Freilichtkinovorführungen. Es gibt auch die Möglichkeit eintägiger Ausflüge auf die Inselwelt der Kvarner-Bucht, nach Istrien und in die Nationalparks.